# 佐賀 (江東區)
佐賀（日语：／ Saga */?）是東京都江東區的町名。現行行政地名為佐賀一丁目與佐賀二丁目。2013年8月1日的人口有1,567人。郵遞區號135-0031。

## 地理
位於江東區西部，屬深川地域。北鄰清澄，東接福住，南連永代，西與中央區新川・日本橋箱崎町之間以隅田川為界。擁有得天獨厚的水利，住宅地與倉庫占據大半町域。一丁目多雜穀商，是東京雜穀交易的中心。位於隅田川東岸，介於南邊的永代通與北邊的仙台堀川之間，東側有大島川西支川。

### 河川
- 隅田川 - 隅田川大橋、永代橋
- 仙台堀川 - 清川橋、上之橋
- 大島川西支川 - 松永橋、元木大橋、綠橋

過去存在的河川
- 油堀川 - 位於一丁目與二丁目邊界的東西向河川，過去是深川花街的水上交通路線，首都高速9號深川線建設時填埋[1]。

## 歷史
江戶時代，此地是以肥料為主要用途的干鰯卸貨處（荷揚場）。新撰組參謀伊東甲子太郎擔任道場主的北辰一刀流劍術伊東道場也在佐賀町。

### 地名由來
元祿8年檢地後，因地形近似於肥前國佐賀湊而得名。

### 沿革
- 寛永6年（1629年），深川獵師町八町中的藤左衛門町、次兵衛町為本町前身[3]。
- 元禄8年（1695年），檢地後，命名為深川佐賀町[3]。
- 1878年 （明治11年）11月2日，郡區町村編制法施行，深川區成立，為深川區深川佐賀町。
- 1911年（明治44年），去除深川冠稱，為深川區佐賀町。
- 1931年（昭和5年），關東大地震後進行區劃整理，舊深川佐賀町解體，舊深川佐賀町二丁目、深川松賀町全部與深川小松町、深川富吉町一部分合併成立佐賀町一丁目，舊深川佐賀町一丁目、深川西永代町、深川堀川町、深川中川町、深川富田町、深川今川町全部合併成立佐賀町二丁目。
- 1947年（昭和22年）3月15日，深川區、城東區合併成立江東區成立，加上「深川」冠稱，為江東區深川佐賀町一丁目與二丁目。
- 1969年（昭和44年）4月1日，新住居表示施行，改名為佐賀一丁目與二丁目[1]。

## 交通

### 鐵路
町域內地下有東京地下鐵半藏門線通過，未設站。最近車站是東京地下鐵半藏門線、都營地下鐵大江戶線清澄白河站。

### 巴士
- 東京都交通局

### 道路
一般道路
- 東京都道10號東京浦安線（永代通）

首都高速道路、出入口
- 首都高速9號深川線

## 設施
- 東京都清澄排水機場 - 北半部在清澄，南半部在佐賀。
- 永代橋地域安全中心 - 舊深川警察署永代橋交番
- 佐賀町公園
- 中之堀公園
- 佐賀稻荷神社

## 備註
1. 1 2 3 4 5  『角川日本地名大辞典 13　東京都』，角川書店，1991年再版，P843。
2. ↑  江東区の世帯と人口（住民基本台帳による） 区民部区民課 平成25年8月1日現在[永久]
3. 1 2 3  . トップページ.   [2024-12-28]. （原始内容存档于2013-07-19）.

## 外部連結
- 江東區官方網站（页面存档备份，存于）